# Mutanabbi-Straße

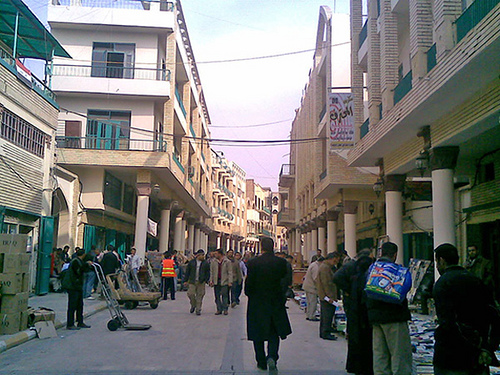
Al-Mutanabbi-Straße in Bagdad, 2009

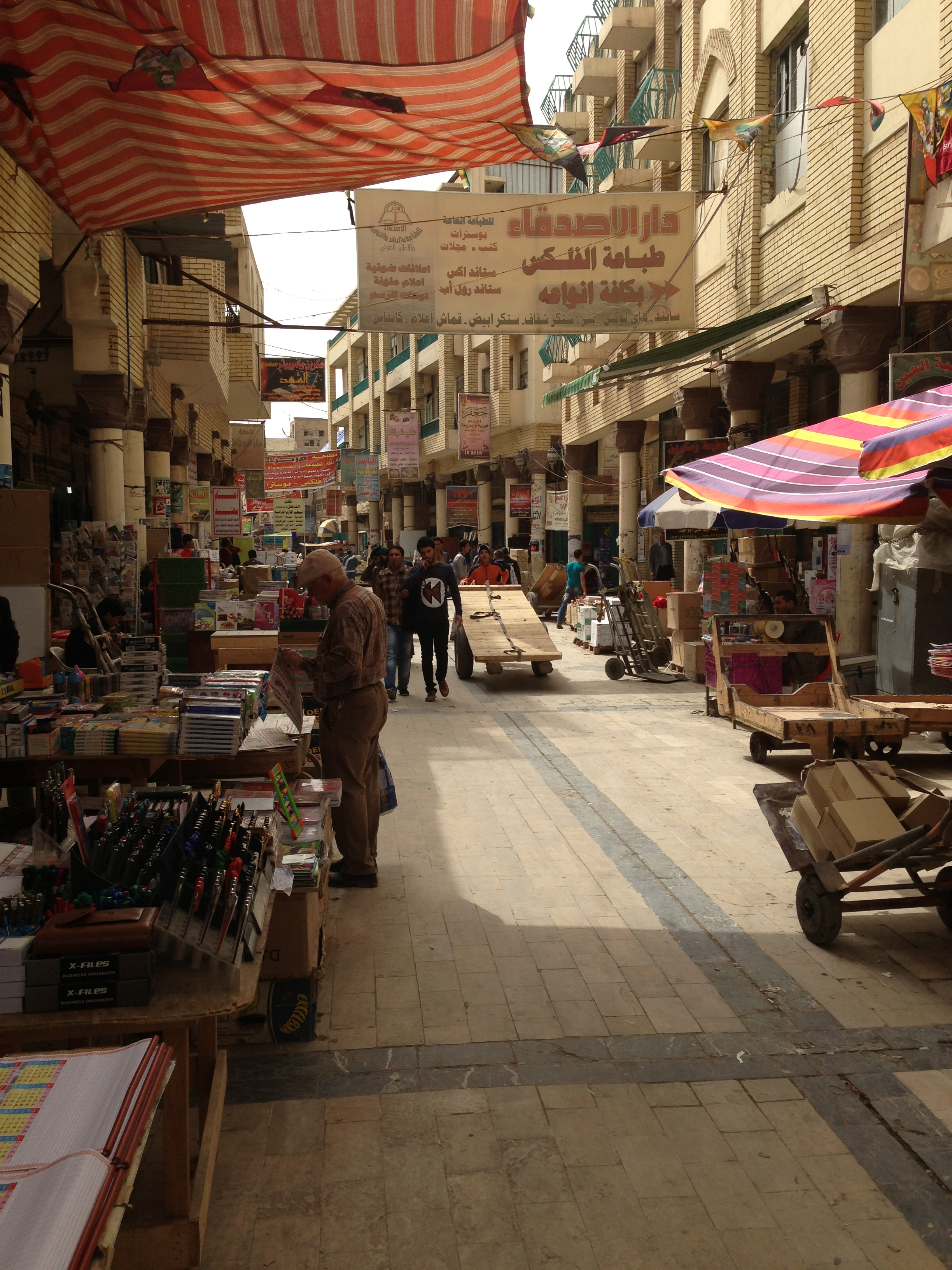
2013

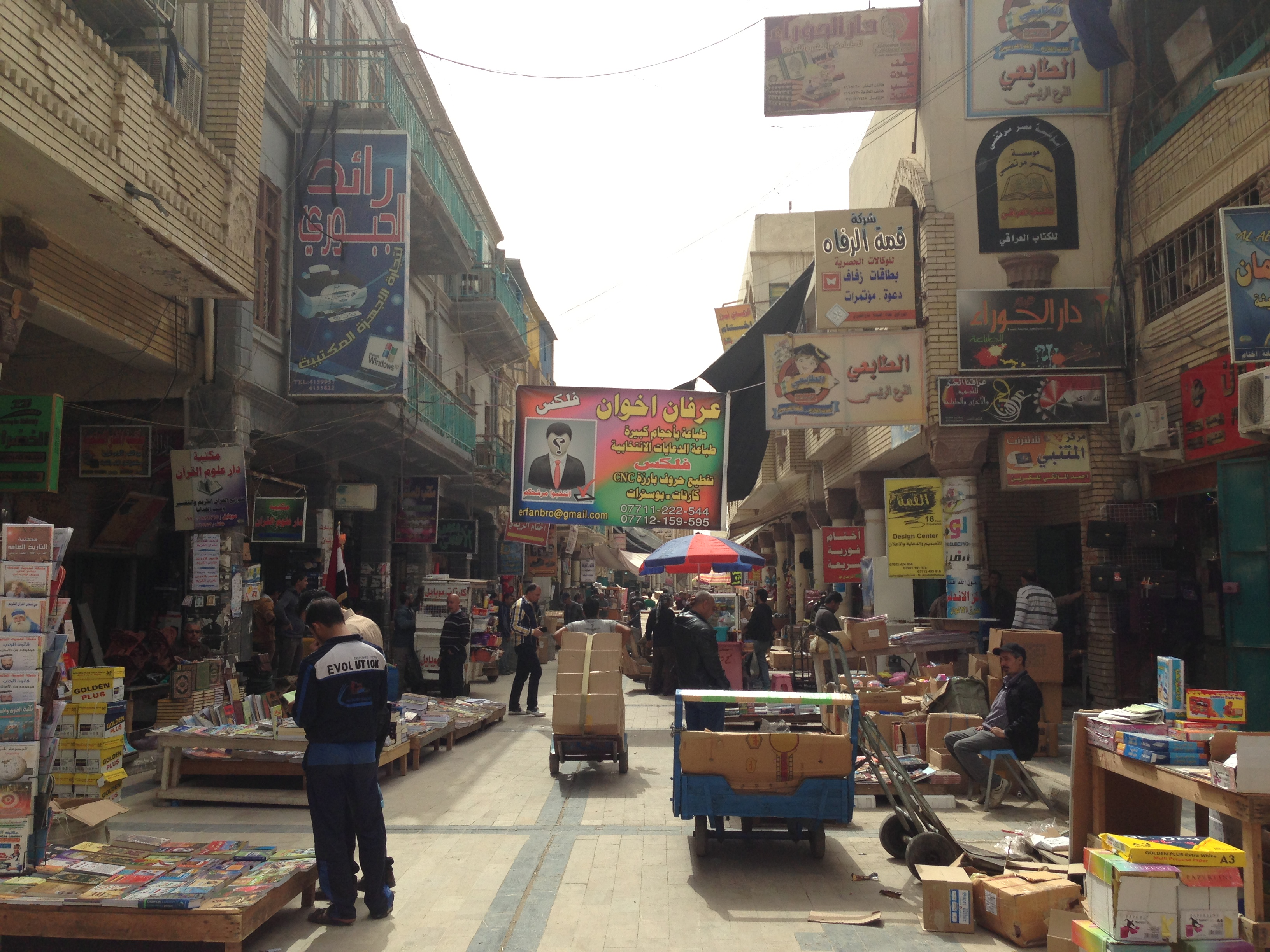
2013

Die Mutanabbi-Straße (arabisch الطريق المتنبّي, DMG aṭ-Ṭarīq al-Mutanabbī, auch Al-Mutanabi-Straße) liegt in der Nähe der Altstadt der irakischen Hauptstadt Bagdad.

## Lage und Bedeutung
Die Mutanabbi-Straße zweigt von der ar-Raschid-Straße ab und ist seit langer Zeit das Zentrum für den Buchhandel der Millionenstadt. Die große Anzahl an Buchläden sowie an Straßenhändlern für Bücher sowie an Cafés machen die Straße zum Zentrum der Kultur und somit auch der Literatur- und Intellektuellenszene des Irak.

## Geschichte
Im 9. Jahrhundert hatte der iranische Papierhändler Ibn Abi Tahir Tayfur in seinem Buch über die Geschichte Baghdads den Büchermarkt dokumentiert, im 10. Jahrhundert folgten die umfassenden Ausführungen von Ibn an-Nadīm.
Namensgebend für die Mutanabbi-Straße ist der klassische arabische Dichter al-Mutanabbi des 10. Jahrhunderts christlicher Zeitrechnung.
Bereits in der Zeit der Abbasiden (750 bis 1258) entstand hier der erste Büchermarkt. Er erlangte große Berühmtheit. Die Gebäude der Straße waren speziell für diesen Zweck erbaut worden.
Am 5. März 2007 explodierte in der Mutanabbi-Straße eine Autobombe. Es wurden 26 Menschen getötet und fast alle Buchläden zerstört. Durch die folgende Unsicherheit wurde das Zentrum des Buchhandels Bagdads von Kunden gemieden. Erst nach dem Abschluss der Wiederaufbauarbeiten und der Wiedereröffnung der Straße durch den irakischen Ministerpräsidenten Nuri al-Maliki am 18. Dezember 2008 normalisierte sich die Situation in diesem kulturellen Zentrum wieder.
2012 initiierte der Dichter und second-hand-Buchhändler Beau Beausoleil in San Francisco eine Anthologie zur Mutanabbi-Straße mit Beiträgen von 100 Schriftstellern, die er zusammen mit der kuweitischen Autorin Deema Shahabi herausgab. Unter anderen beteiligten sich Anthony Shadid und Nazik al-Mala'ika. Es entstand als Zweites auch ein Kunstband.
Über das Shabandar Café in der Mutanabbi-Straße, das 1917 eröffnete, gibt es einen Film mit dem Titel A Candle for the Shahbandar Café (2011).